# Колберт (Џорџија)
Колберт (енгл. Colbert) град је у америчкој савезној држави Џорџија. По попису становништва из 2010. у њему је живело 592 становника.

## Демографија
Према попису становништва из 2010. у граду је живело 592 становника, што је 104 (21,3%) становника више него 2000. године.
| Група             | 2000.       | 2010.       |
| Белци             | 443 (90,8%) | 534 (90,2%) |
| Афроамериканци    | 43 (8,8%)   | 40 (6,8%)   |
| Азијати           | 0 (0,0%)    | 1 (0,2%)    |
| Хиспаноамериканци | 0 (0,0%)    | 12 (2,0%)   |
| Укупно            | 488         | 592         |